# Nekla
Nekla (deutsch Nekla) ist eine Stadt im Powiat Wrzesiński der Woiwodschaft Großpolen in Polen. Sie hat etwa 3800 Einwohner und ist Sitz der gleichnamigen Stadt-und-Land-Gemeinde mit 7617 Einwohnern (Stand 31. Dezember 2020).

## Geographie

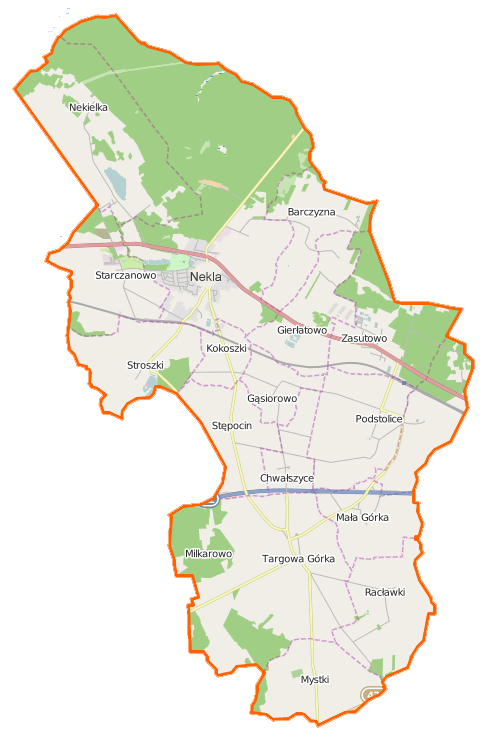
Karte der Gemeinde

Die Stadt liegt im östlichen Teil der Woiwodschaft. Die Woiwodschafts-Hauptstadt Posen liegt etwa 45 Kilometer westlich, Gniezno (Gnesen) etwa 15 Kilometer nördlich, die Kreisstadt Września (Wreschen) zehn Kilometer östlich. Nachbarorte sind die Barczyzna im Nordosten, Gierłatowo im Südosten, Kokoszki im Süden, Stroszki im Südwesten, Starczanowo im Westen sowie Nekielka im Nordwesten. Es sind ausnahmslos Orte der Gemeinde.
Im Norden der Stadt befindet sich ein ausgedehntes Waldgebiet. Vom Gemeindegebiet werden 64 Prozent land- und 31 Prozent forstwirtschaftlich genutzt. Die 55 Kilometer lange Moskawa, ein Nebenfluss de Warthe, fließt durch die Stadt.

## Geschichte
Das heutige Gemeindegebiet gehörte unterbrochen durch die deutsche Besatzungszeit im Zweiten Weltkrieg von 1919 bis 1975 zur Woiwodschaft Posen mit unterschiedlichem Zuschnitt. – Die deutsche Minderheit wurde nach dem Weltkrieg vertrieben.

## Gemeinde
Zur Stadt-und-Land-Gemeinde (gmina miejsko-wiejska) Nekla gehören die Stadt selbst und 16 Dörfer mit Schulzenämtern (sołectwa). Sie umfasst eine Fläche von 96,2 km².

## Verkehr
Die Landesstraße DK92 von Posen im Osten verläuft durch Nekla. Sie führt weiter über die Kreisstadt Września, Słupca (Slupca), Konin, Kutno nach Warschau im Osten. Etwa parallel verläuft die Autobahn A2 durch den Süden des Gemeindegebiets. Sie verbindet von Berlin mit der polnischen Hauptstadt.
Nekla besitzt einen Bahnhof an der Bahnstrecke Warschau–Posen–Berlin.
Der nächste internationale Flughafen ist Poznań-Ławica.